# Pásztor János (színművész, 1914–1984)
Pásztor János, becenevén Csuli (Budapest, 1914. március 23. – Budapest, 1984. május 14.) magyar színművész, érdemes művész.

## Életútja
Szülei Pásztor János szobrászművész és László Erzsébet. 1938-ban szerezte diplomáját a Színművészeti Akadémián. Ezután a Nemzeti Színházban játszott, 1979-ben vonult nyugalomba. A Független Színpad és a Vigadói Esték munkáselőadásain is fellépett. 1979-ben elnyerte az érdemes művész kitüntetést.
Első feleségével, Neoschil Mária Lujza Lídia Irén Edit Antónia francia állampolgárral, 1941. szeptember 28-án Budapesten kötöttek házasságot. Később Somogyi Erzsi férje volt.

## Fontosabb színházi szerepei
- Puck (William Shakespeare: Szentivánéji álom)
- Bálint (Tamási Áron: Tündöklő Jeromos)
- Fábián (Shakespeare: Vízkereszt, vagy amit akartok)
- Kurrah (Vörösmarty Mihály: Csongor és Tünde)

## Filmszerepei
- Gül baba (1940) – diák
- Dr. Kovács István (1941) – Kovács Ferkó, dr. Kovács István falusi orvos öccse
- Emberek a havason (1941–42) – favágó
- Külvárosi őrszoba (1942)
- Rákóczi nótája (1943)
- Sári bíró (1943) – Gedi, harmónikás, a falu bolondja
- A két Bajthay (1944) – Bálint bácsi, a gulyás keresztfia
- Aranyóra (1945) – álláskereső pincér
- Szabóné (1949)
- Úri muri (1949)
- Becsület és dicsőség (1951)
- Rákóczi hadnagya (1954)
- Keserű igazság (1956)
- Dollárpapa (1956)
- A tettes ismeretlen (1958)
- Razzia (1958)
- A harangok Rómába mentek (1958)
- A harminckilences dandár (1959)
- Álmatlan évek (1959)
- A fekete szem éjszakája (1959)
- Szegény gazdagok (1959)
- Virrad (1960)
- Kálvária (1960)
- Három csillag (1960)
- Katonazene (1961)
- Az utolsó vacsora (1962)
- Bálvány (1963)
- Párbeszéd (1963)
- Hűség (1964, tévéfilm)
- A Tenkes kapitánya (1964, tévésorozat)
- Rab Ráby (1964, tévéfilm)
- Kocsonya Mihály házassága (1965, tévéfilm)
- Déltől hajnalig (1965)
- A kőszívű ember fiai (1965)
- Énekes madár (1966, tévéfilm)
- Büdösvíz (1966)
- Mondd a neved (1967, tévéfilm)
- Kártyavár (1968)
- Feldobott kő (1969)
- Tiltott terület (1969)
- A beszélő köntös (1969)
- Mérsékelt égöv (1970)
- Szép magyar komédia (1970)
- Rózsa Sándor (1971, tévésorozat)
- A halhatatlan légiós (1971)
- Fuss, hogy utolérjenek! (1972)
- Utánam, srácok! (1975, tévésorozat)
- Sas meg a sasfiók (1975, tévéfilm)
- Ballagó idő (1976)
- Petőfi (1981, tévésorozat)

## Díjai és kitüntetései
- Érdemes művész (1979)